# 新天街道
新天街道，是中华人民共和国贵州省貴陽市乌当区一个已撤销的街道办事处。
2012年前，下辖：育新社区、环溪社区、山花社区、新光社区、金江苑社区、顺海村和北衙村。2012年8月14日，贵阳市人民政府通知决定撤销49个街道办事处，设立90个社区服务中心。